# Aletornis
Aletornis — викопний рід журавлеподібних птахів пастушкових (Rallidae), що існував в еоцені в Північній Америці. Рештки птаха знайдені у штаті Вайомінг.

## Види
- Aletornis bellus
- Aletornis nobilis
- Aletornis pernix

## Оригінальна публікація
- O. C. Marsh. 1872. Notice of some new Tertiary and post-Tertiary birds. The American Journal of Science and Arts, series 3 4(19-24):256-262